# Television Personalities

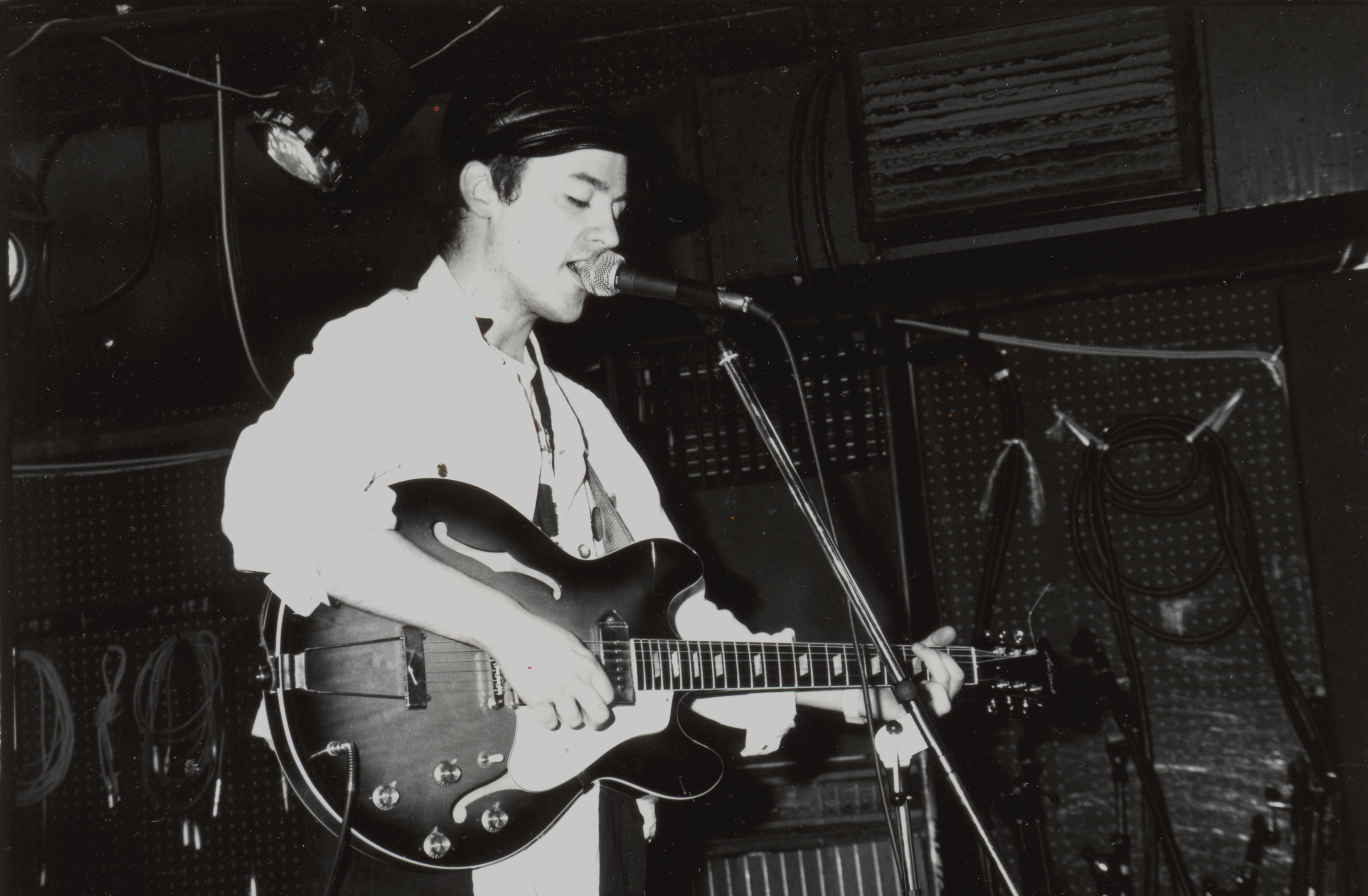
Dan Treacy mit Television Personalities in Tokyo, Japan

Television Personalities (auch abgekürzt als TV Personalities) sind eine 1977 gegründete britische Rockband aus London, die sich stilistisch zwischen Pop, Punk und Psychedelia bewegt. Sänger Dan Treacy ist das einzige konstante Mitglied der Band.

## Geschichte

### Anfänge und Erfolge als Geheimtipp
Die Band wurde 1977 von den Schulfreunden Dan Treacy (Gesang und Gitarre) und Ed Ball (E-Orgel, Gitarre und Schlagzeug) gegründet. Zu den häufig wechselnden Besetzungen in der Anfangszeit gehörten u. a. die Brüder Gerard (Bass) und John Bennett (Schlagzeug) sowie Joe Foster (Bass). Beeinflusst von Bands der 1960er Jahre wie The Who, The Beatles, The Small Faces und den frühen Pink Floyd schufen sich Television Personalities ihren eigenen musikalischen Stil zwischen Pop, Punk und Neo-Psychedelia, später mit Elementen aus Mod, Lo-Fi und Indie-Rock.
Die Gruppe debütierte mit der Single 14th Floor. Es folgte die Where’s Bill Grundy Now?-E.P., auf der sich die Gruppe über Wochenendpunks lustig machte (Part Time Punks) und nach dem Verbleib des Talkmasters Bill Grundy fragte, der 1977 nach einem Sex Pistols Interview von der BBC gefeuert wurde.
1980 stieß Mark „Empire“ Sheppard (Schlagzeug) als festes Mitglied zur Formation. Das Trio Treacy, Ball & Sheppard veröffentlichte Anfang 1981 ihre Debüt-LP ... And Don’t The Kids Just Love It. Auf dem Cover waren die 60s-Ikonen John Steed und Twiggy abgebildet, musikalisch war das Album durch Psychedelic-Pop (This Angry Silence) geprägt, aber auch ruhigere Nummern (La Grande Illusion) waren zu finden. Thematisch zeigte sich Treacy als Film-, Literatur- und Popkulturfan und sang u. a. über Dorian Gray sowie den frühen Pink-Floyd-Sänger Syd Barrett (I Know Where Syd Barrett Lives).
Während der laufenden Tournee wurde Ball durch Bernie Cooper (Bass) ersetzt, mit dem die Gruppe unter dem Pseudonym The Gifted Children eine Single veröffentlichte. Ball kehrte bald wieder zurück und Anfang 1982 erschien das zweite Album Mummy You’re Not Watching Me. Die Band orientierte sich noch stärker an der psychedelischen Musik der 1960er Jahre als auf dem Vorgänger. Mit If I Could Write Poetry oder Where the Rainbows End intonierte die Band auch wieder ruhigere Titel. Allerdings kam die Gruppe mit dem Album nicht über den Status eines Geheimtipps hinaus, was schließlich dazu führte, dass sie eine weitere Compilation selbstironisch mit They Could Be Bigger Than the Beatles betitelten. Es befanden sich darauf ausschließlich rare Singletracks, Alternativversionen, Album-Outtakes und Sessionstücke.

### Umbesetzungen und eigene Wege
Es folgten diverse Umbesetzungen. Ed Ball verkrachte sich mit Treacy und gründete seine eigene Band (The Times), und auch Sheppard verließ die Gruppe. Schließlich formte Treacy mit dem zurückgekehrten Joe Foster (jetzt Git.), sowie Mark Flunder (Bass) und Dave Musker (Organ) ein neues Lineup das die LP The Painted Word einspielte. Auf diesem Album zeigte sich Treacy überwiegend von seiner nachdenklichen Seite als kleiner Junge in einer viel zu großen Welt (Happy All the Time, Bright Sunny Smiles oder A Sense of Belonging). Ein weiterer Track ist der Anti-Kriegssong Back to Vietnam der die Alpträume eines Vietnamveteranen schildert („He wakes up-SCREAMING“).
Auch diese Besetzung brach schließlich auseinander. Nacheinander verließen Flunder, Foster und Musker die Band, dafür kamen als Ersatz Jowe Head (Bass/Ex-Swell Maps) sowie Jeff Bloom (Schlagzeug). Dieses Lineup blieb dann für die nächsten Jahre stabil. Nach der von Stanley Kubrick beeinflussten Maxi How I Learned to Love the Bomb folgte 1990 das nächste Album Privilege. In All My Dreams Are Dead befasste sich  Treacy mit dem Tod von John Lennon und Andy Warhol. Nach einer Pause folgte die fast 80 Minuten lange CD Closer to God mit dem elf Minuten lange Titelsong.
.

### Auseinanderbrechen und Reunion
Geldmangel sowie Alkohol- und Drogenprobleme führten zum langsamen Auseinanderbrechen der Band. Neue Veröffentlichungen wurden in der Folge immer spärlicher. Bloom verließ die Gruppe Mitte 1993 und wurde er durch Lenny Helsing ersetzt. Schließlich verließen aber sowohl Helsing als auch Head Ende 1994 die Band.
Mit Liam Watson (Bass) und Sexton Ming (Schlagzeug) spielte Treacy das kaum beachtete Album I Was a Mod Before You Was a Mod ein. 1996 gab die Gruppe ihr vorerst letztes Konzert. 1998 spielte Treacy fast im Alleingang das letzte Album Don’t Cry Baby...It’s Only a Movie ein, das fast ausschließlich Coverversionen u. a. von Jonathan Richman, George Harrison oder Psychic TV bot.
2004 überraschte Treacy mit einer Reunion der Band. Zusammen mit Ed Ball (Bass), Victoria Yeulet (Gesang) und Mathew Sawyer (Schlagzeug) gaben TV Personalities einige Konzerte. Im Februar 2006 erschien das Album My Dark Places. Ein Jahr darauf folgte das Album Are We Nearly There Yet?, dessen Aufnahmen allerdings aus dem Jahr 2005 stammten. Damals bestand die Formation neben Treacy, Ball und Yeulet noch aus Texas Bob (Gitarre, Bass), Stickymoan (Keyboards, Gitarre, Bass) und dem Gründungsmitglied John Bennett (Schlagzeug).
Bennett wurde wenig später allerdings durch Kev Mann ersetzt. 2008 verließen Ball, Yeulet und Stickymoan die Band, dafür stieß Mike Stone (Keyboards, Bass, Gitarre) zur Formation.
Mitte 2009 verließ Kev Mann die Gruppe und wurde durch Arnau Obiols ersetzt.
Im Mai 2010 veröffentlichte die Gruppe die Single She's My Yoko, gleichzeitig eine Vorankündigung für das Anfang Juni erschienene neue Album A Memory Is Better Than Nothing.
Nach einer Operation im Oktober 2011, bei der ein Blutgerinnsel aus dem Gehirn entfernt wurde, befand sich Dan Treacy in einem kritischen Gesundheitszustand. 2016 laborierte Treacy noch an seiner Gesundung und lebte in einem Pflegeheim, ohne, Jowe Head zufolge, die Hoffnung aufgegeben zu haben, wieder Musik zu machen. 2017 erschien Beautiful Despair mit unveröffentlichten Aufnahmen aus dem Jahr 1990.

## Diskografie
Studioalben und EPs:
- 1978: Where’s Bill Grundy Now? (EP)
- 1981: ...And Don’t the Kids Just Love It
- 1982: Mummy You’re Not Watching Me
- 1982: They Could Have Been Bigger Than the Beatles
- 1985: The Painted Word
- 1990: Privilege
- 1991: The Strangely Beautiful (EP)
- 1992: Closer to God
- 1994: How I Learned to Love the Bomb (EP)
- 1995: I Was a Mod Before You Was a Mod
- 1996: Paisley Shirts & Mini Skirts
- 1998: Don’t Cry Baby...It’s Only a Movie
- 2006: My Dark Places
- 2007: Are We Nearly There Yet?
- 2010: A Memory Is Better Than Nothing

Livealben:
- 1985: Chocolat-Art (A Tribute to James Last) (Live 1984)
- 1991: Camping in France (Live 1985)
- 1996: Top Gear
- 1996: Mod Is Dead
- 1997: Paisley Shirts & Mini Skirts
- 1999: Made in Japan (Live 1994)

Kompilationen:
- 1995: Yes Darling, But Is It Art?
- 1997: Prime Time 1981–1992 (Archivmaterial)
- 2000: The Boy Who Couldn’t Stop Dreaming
- 2002: Fashion Conscious (The Little Teddy Years)
- 2005: ...And They All Lived Happily Ever After
- 2007: Singles 1978-1987
- 2017: Beautiful Despair (Archivmaterial)
- 2025: "Tune In, Turn On, Drop Out" - Radio Sessions 1980-1993

Best Of:
- 1999: Part Time Punks – The Very Best of the Television Personalities